# Julius Kipkemboi Sugut
Julius Kipkemboi Sugut (* 1978) ist ein kenianischer Marathonläufer.
2000 und 2001 gewann er den Mont-Saint-Michel-Marathon. 2002 stellte er als Siebter des Hamburg-Marathons mit 2:11:29 h seine persönliche Bestzeit auf, nachdem er im Jahr zuvor an gleicher Steller Fünfter geworden war, und wurde Vierter beim Reims-Marathon.
2004 wurde er Dritter beim Hannover-Marathon und Zweiter beim H. C. Andersen Marathon, und 2005 siegte er beim Mumbai-Marathon, bei dem er ein Jahr zuvor den zweiten Platz belegt hatte.
2006 wurde er Fünfter beim Dubai-Marathon, 2007 Vierter beim Xiamen-Marathon und 2008 Siebter beim Prag-Marathon.